# Death Row (album Accept)
Death Row - album grupy Accept z 1994 roku.

## Lista utworów
1. "Death Row" – 5:17
2. "Sodom & Gomorra" – 6:28
3. "The Beast Inside" – 5:57
4. "Dead on!" – 4:52
5. "Guns 'R' Us" – 4:41
6. "Like a Loaded Gun" – 4:19
7. "What Else" – 4:39
8. "Stone Evil" – 5:22
9. "Bad Habits Die Hard" – 4:41
10. "Prejudice" – 4:14
11. "Bad Religion" – 4:26
12. "Generation Clash II" – 5:05
13. "Writing on the Wall" – 4:25
14. "Drifting Apart" (instrumentalny) – 3:03 (bonus)
15. "Pomp and Circumstance" (instrumentalny) – 3:44 (bonus)

## Album na listach przebojów
| Rok  | Lista                | Pozycja |
| ---- | -------------------- | ------- |
| 1994 | Swedish Albums Chart | 27      |

## Twórcy
- Udo Dirkschneider – wokal
- Wolf Hoffmann – gitara
- Peter Baltes – bas
- Stefan Kaufmann – perkusja